# الباک
الباک (به لاتین: Albac) یک منطقهٔ مسکونی در رومانی است که در بخش البا واقع شده‌است.

## خصوصیات
الباک ۲٬۲۲۰ نفر جمعیت دارد.